# Туми, Маргарет
Маргарет Айлин Туми (англ. Margaret Aileen Twomey, род. 1963) — австралийский дипломат, Чрезвычайный и Полномочный Посол Австралии в Российской Федерации с июня 2008 года по 2011 год.

## Биография
Окончила Мельбурнский университет. Имеет степень Мельбурнского университета в гуманитарных науках (русское и французское направление) , говорит по-русски.
- 1990—1992 — Третий Секретарь, позже – Второй Секретарь, Белград
- 1995—2000 — Первый Секретарь и Консул, Лондон
- 2000—2002 — Заместитель Верховного Комиссара, Сува
- 2004—2008 — Посол Австралии в Восточном Тиморе
- 2008—2011 — Посол Австралии в России